# My Egyptian Lover
Singles de Space Cowboy
I would die 4 U
(2002) Something 4 the Weekend
(2007)
My Egyptian Lover est le premier single extrait de l'album Digital Rock de Space Cowboy. La partie vocale du morceau est assurée par la chanteuse britannique Nadia Oh. La chanson est d'ailleurs aussi présente sur le premier album de celle-ci, Hot Like Wow.
Le titre fut ajouté à différentes playlists de grosses radios anglaises comme Radio 1 ou Kiss & Galaxy, avec un soutien important de la part du DJ Scott Mills, qui en fit son « CD de la semaine ». Il fut commercialisé avec des remixes de Loose Cannons, Ben Macklin, Paul Jackson et RogerSeventyTwo.

## Classement
| Classement                  | Meilleure position |
| --------------------------- | ------------------ |
| Royaume-Uni                 | 45                 |
| Royaume-Uni Indie           | 2                  |
| Royaume-Uni Dance           | 12                 |
| Royaume-Uni Piczo Countdown | 8                  |